# Albert L. Weeks
Albert Loren Weeks (* 28. März 1923 in Highland Park, Michigan) ist ein US-amerikanischer Politikwissenschaftler. Er war von 1961 bis 1989 Professor für internationale Beziehungen an der New York University und lehrte bis zu seiner Emeritierung Politik und Außenpolitik am Ringling College of Art and Design in Sarasota, Florida.

## Leben
Während des Zweiten Weltkriegs flog er als Leutnant aufgrund des Lend-Lease (Leih- und Pachtgesetz) gelegentlich in die UdSSR.

## Werk
In seinem Buch über die sowjetische Strategie in den Jahren 1939 bis 1941 vertritt Weeks die These, Josef Stalin habe 1939 geplant, von einem Krieg zwischen dem nationalsozialistischen Deutschland und den Westmächten zu profitieren. Dabei stützt er sich auf eine Ansprache Stalins vom 19. August 1939 vor dem Politbüro der KPdSU, die aber als eine Geschichtsfälschung gilt. Weeks glaubt, Stalin habe eine Präventivkrieg gegen Deutschland geplant, aber Adolf Hitler sei ihm zuvorgekommen (Präventivkriegsthese). Dem kanadischen Historiker Michael Jabara Carley erscheint das Buch wie „eine Karikatur der Sicht der Emigranten oder des State Departements über die kriegerische und doppelzüngige Sowjetunion“.

## Veröffentlichungen (Auswahl)
- Reading American History. McGraw-Hill, 1963
- The First Bolshevik. A Political Biography of Peter Tkachev. New York University Press, 1968
- The Other Side of Coexistence. An Analysis of Russian Foreign Policy. Pitman, 1970
- The Troubled Détente. New York University Press, 1976
- Soviet and Communist Quotations. Brassey’s, 1987
- Stalins other war. Soviet Grand Strategy 1939–1941. Rowman & Littlefield Publishers, 2002
- Russia’s Life-Saver. Lexington Books, 2004
- The Choice of War. The Iraq War and the Just War Tradition. Praeger, 2009
- Assured Victory. How „Stalin the Great“ Won the War, But Lost the Peace. Praeger, 2011

## Belege
1. ↑   Albert Loren Weeks: Russia's Life-Saver: Lend-Lease Aid to the U.S.S.R. in World War II; S. 175 (About the Autor)
2. ↑  Michael Jabara Carley: Review: Soviet Foreign Policy in the West, 1936–1941: A Review Article. In: Europe-Asia Studies 56, No. 7 (2004), S. 1081–1093, hier S. 1083 f.; vgl. Sergej Slutsch: Stalins „Kriegsszenario 1939“. Eine Rede, die es nie gab. Die Geschichte einer Fälschung. In: Vierteljahrshefte für Zeitgeschichte 52 (2004), Heft 4, S. 597–636 (online, Zugriff am 14. April 2020).
3. ↑  “a caricature of the emigré or US State Department view of bellicose and duplicitous Soviet Union” – Michael Jabara Carley: Review: Soviet Foreign Policy in the West, 1936–1941: A Review Article. In: Europe-Asia Studies 56, No. 7 (2004), S. 1081–1093, hier S. 1090.

| Personendaten    | Personendaten                                    |
| ---------------- | ------------------------------------------------ |
| NAME             | Weeks, Albert L.                                 |
| ALTERNATIVNAMEN  | Weeks, Albert Loren                              |
| KURZBESCHREIBUNG | US-amerikanischer Politologe und Hochschullehrer |
| GEBURTSDATUM     | 28. März 1923                                    |
| GEBURTSORT       | Highland Park                                    |